# Sint-Michaëlsgilde
Het St. Michaëlsgilde of Weversgilde, 1682-1797 en vanaf 1798 tot 1932 de Commissarissen van het Weversgilde was een gilde in Winterswijk. 

## Geschiedenis
Ter bevordering van hun economische belangen verzochten de wevers in het kerspel Winterswijk eind 17e eeuw het bestuur van de heerlijkheid Bredevoort om een gildebrief. Hertog Karel van Gelre zou hen al eerder privileges verleend hebben maar die waren door oorlogsgeweld verloren gegaan. Het feit, dat deze protestantse organisatie een katholieke heilige als schutspatroon had, wijst eveneens op een oudere oorsprong van voor de Reformatie. De nieuwe gildebrief werd in 1682 verleend door Willem III van Oranje in die tijd heer van Bredevoort, uitgevaardigd op perkament voorzien van zijn zegel van het huis Oranje-Nassau en het prinselijk groot-zegel. De privileges gingen vergezeld van een glazen gildebeker met ingeslepen portretten van de schenker en zijn echtgenote. Rondom 29 september, oorspronkelijk gewijd aan de gildepatroon St. Michaël, hielden zij een jaarlijkse teerdag, een ledenvergadering met afhoring van de rekening, bestuursverkiezingen en de gezamenlijke maaltijd. Het bestuur bestond uit een voorzitter gardiaan, en vier gildemeesters. Om de twee jaar werden nieuwe gildemeesters gekozen. Ook wordt er melding gemaakt van een gildehuis en een gildeknecht. Onbekend is waar deze moet hebben gestaan. Sinds de oprichting van het gilde waren er conflicten. Aan de ene kant de buitenwevers uit de omliggende buurtschappen over verplicht lidmaatschap, aan de andere kant met de plaatselijke linnenreders over het gildemonopolie en de stuksprijzen. Het gilde werd in de loop der tijden steeds meer een gesloten organisatie, hetgeen de verwerving van lidmaatschap voor buitenstaanders bemoeilijkte.

## Franse Tijd
Ten tijde van de Bataafse Republiek werden dergelijke besloten ambachtsorganisaties als een economische belemmering gezien, waardoor in 1798 tot opheffing van alle gilden werd besloten. Het Winterswijkse gilde moest haar bezittingen overdragen aan drie commissarissen, die onder toezicht van de plaatselijke overheid belast waren met het beheer. De in 1933 opgerichte gemeentelijke sociale dienst nam ook het beheer van het gildefonds over. Winterswijkse wevers ontvingen daaruit nog omstreeks 1965 een gratificatie.

## Bron
- achterhoeksarchief.nl